# La Croix-aux-Mines
La Croix-aux-Mines és un municipi francès, situat al departament dels Vosges i a la regió del Gran Est. L'any 2007 tenia 548 habitants.

## Demografia

### Població
El 2007 la població de fet de La Croix-aux-Mines era de 548 persones. Hi havia 248 famílies, de les quals 84 eren unipersonals (32 homes vivint sols i 52 dones vivint soles), 72 parelles sense fills, 76 parelles amb fills i 16 famílies monoparentals amb fills.
La població ha evolucionat segons el següent gràfic:
Habitants censats

### Habitatges
El 2007 hi havia 372 habitatges, 247 eren l'habitatge principal de la família, 93 eren segones residències i 32 estaven desocupats. 278 eren cases i 93 eren apartaments. Dels 247 habitatges principals, 180 estaven ocupats pels seus propietaris, 53 estaven llogats i ocupats pels llogaters i 14 estaven cedits a títol gratuït; 12 tenien dues cambres, 64 en tenien tres, 51 en tenien quatre i 120 en tenien cinc o més. 201 habitatges disposaven pel capbaix d'una plaça de pàrquing. A 127 habitatges hi havia un automòbil i a 72 n'hi havia dos o més.

### Piràmide de població
La piràmide de població per edats i sexe el 2009 era:
| Homes | Edats   | Dones |
| ----- | ------- | ----- |
| 0     | 95 o +  | 4     |
| 0     | 90 a 94 | 0     |
| 0     | 85 a 89 | 4     |
| 4     | 80 a 84 | 0     |
| 8     | 75 a 79 | 24    |
| 20    | 70 a 74 | 24    |
| 8     | 65 a 69 | 24    |
| 16    | 60 a 64 | 0     |
| 16    | 55 a 59 | 12    |
| 16    | 50 a 54 | 12    |
| 28    | 45 a 49 | 16    |
| 20    | 40 a 44 | 36    |
| 20    | 35 a 39 | 28    |
| 32    | 30 a 34 | 12    |
| 8     | 25 a 29 | 12    |
| 32    | 20 a 24 | 16    |
| 16    | 15 a 19 | 24    |
| 28    | 10 a 14 | 20    |
| 8     | 5 a 9   | 4     |
| 12    | 0 a 4   | 4     |

## Economia
El 2007 la població en edat de treballar era de 362 persones, 276 eren actives i 86 eren inactives. De les 276 persones actives 228 estaven ocupades (129 homes i 99 dones) i 48 estaven aturades (23 homes i 25 dones). De les 86 persones inactives 39 estaven jubilades, 15 estaven estudiant i 32 estaven classificades com a «altres inactius».

### Ingressos
El 2009 a La Croix-aux-Mines hi havia 252 unitats fiscals que integraven 582 persones, la mediana anual d'ingressos fiscals per persona era de 15.073 €.

### Activitats econòmiques
Dels 17 establiments que hi havia el 2007, 1 era d'una empresa de fabricació de material elèctric, 3 d'empreses de fabricació d'altres productes industrials, 7 d'empreses de construcció, 2 d'empreses de comerç i reparació d'automòbils, 1 d'una empresa d'hostatgeria i restauració, 1 d'una empresa immobiliària, 1 d'una empresa de serveis i 1 d'una empresa classificada com a «altres activitats de serveis».
Dels 7 establiments de servei als particulars que hi havia el 2009, 2 eren paletes, 1 guixaire pintor, 1 fusteria, 2 electricistes i 1 empresa de construcció.
L'únic establiment comercial que hi havia el 2009 era una carnisseria.
L'any 2000 a La Croix-aux-Mines hi havia 18 explotacions agrícoles.

## Equipaments sanitaris i escolars
El 2009 hi havia una escola elemental.

## Poblacions més properes
El següent diagrama mostra les poblacions més properes.